# Sergio Castellitto
Sergio Castellitto (Roma, 18 de agosto de 1953) es un actor y director de cine italiano.

## Trayectoria

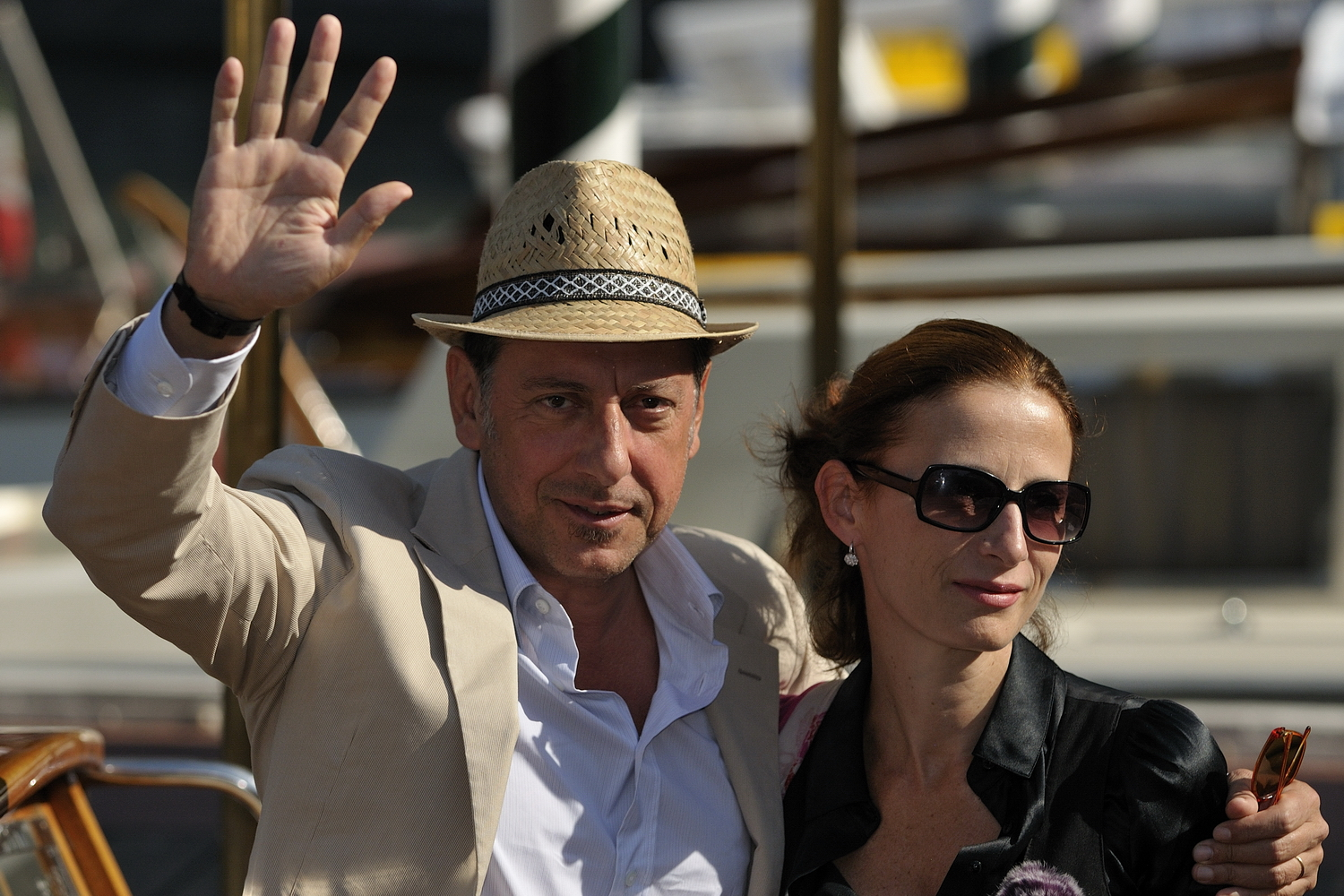
En el Festival Internacional de Cine de Venecia en 2009.

Castellitto asistió a la escuela de drama y arte y se dedicó por sí mismo al teatro poco después, trabajando con muchos actores famosos como Luigi Squarzina, Aldo Trionfo y Enzo Muzii. Actuó en varias películas como Padre Pio (como el padre Pio) Sembra morto...ma è solo svenuto, dirigida por Felice Farina, Piccoli equivoci de Ricky Tognazzi y Stasera a casa di Alice de Carlo Verdone. Se hizo más famoso aún con las cintas The Great Pumpkin, de Francesca Archibugi, y L'uomo delle stelle, de Giuseppe Tornatore.
Tuvo mayor éxito con las películas La famiglia, L'ultimo bacio, Caterina en Roma (Caterina va in città), La sonrisa de mi madre, Deliciosa Marta (Bella Martha) y especialmente con Don't Move, escrita por su esposa Margaret Mazzantini. Desde entonces, las últimas películas donde actuó fueron Il regista di matrimoni de Marco Bellocchio y La estrella ausente (La stella che non c'è) de Gianni Amelio. La primera película donde se desempeñó como director fue Libero burro. Castellitto interpretó el papel del antagonista Rey Miraz en la película Las crónicas de Narnia: el príncipe Caspian.

## Filmografía

### Actor
- Tre fratelli, de Francesco Rosi (1981)
- Carcerato, de Alfonso Brescia (1981)
- Il generale dell'armata morta, de Luciano Tovoli (1983)
- Magic moments, de Luciano Odorisio (1984)
- Giovanni Senzapensieri, de Marco Colli (1985)
- Sembra morto... ma è solo svenuto, de Felice Farina (1985)
- Dolce assenza, de Claudio Sestieri (1986)
- La famiglia, de Ettore Scola (1987)
- Non tutto rosa,  de Amanzio Todini (1987)
- Furchten und lieben, de Margarethe von Trotta (1987)
- Le grand bleu, de Luc Besson (1988)
- Piccoli equivoci, de Ricky Tognazzi (1989)
- Tre colonne in cronaca, de Carlo Vanzina (1990)
- Alberto Express,  de Arthur Joffé (1990)
- I taràssachi, de Rocco Mortelliti, Fulvio Ottaviano y Francesco Ranieri Martinotti (1990)
- Una fredda mattina di maggio, de Vittorio Sindoni (1990)
- Stasera a casa di Alice, de Carlo Verdone (1990)
- La carne, de Marco Ferreri (1991)
- Rossini! Rossini!, de Mario Monicelli (1991)
- Nero,  de Giancarlo Soldi (1992)
- Nessuno, de Francesco Calogero (1992)
- Il grande cocomero, de Francesca Archibugi (1993)
- Toxic affair, de Philippe Esposito (1993)
- Con gli occhi chiusi, de Francesca Archibugi (1994)
- L'uomo delle stelle,  de Giuseppe Tornatore (1995)
- Le cri de la soie, de Yvon Marciano (1996)
- Portrait chinois, de Martine Dugowson (1996)
- Hotel Paura, de Renato De Maria (1996)
- Silenzio si nasce, de Giovanni Veronesi (1996)
- Quadrille, de Valérie Lemercier (1997)
- Que la lumière soit,  de Arthur Joffé (1998)
- À vendre, de Laetitia Masson (1998)
- Libero Burro, de Sergio Castellitto (1999)
- Padre Pío, de Padre Pío (2000)
- L'ultimo bacio, de Gabriele Muccino (2001)
- Concorrenza sleale, de Ettore Scola (2001)
- Laguna, de Dennis Berry (2001)
- Va savoir, de Jacques Rivette (2000)
- Bella Martha, Sandra Nettelbeck (2001)
- L'ora di religione, Marco Bellocchio (2002)
- Caterina va in città, Paolo Virzì (2003)
- Non ti muovere, Sergio Castellitto (2004)
- Ne quittez pas!, Arthur Joffé (2004)
- Il regista di matrimoni, Marco Bellocchio (2006)
- Paris, je t'aime, Isabel Coixet (2006)
- La stella che non c'è, Gianni Amelio (2006)
- Las crónicas de Narnia - El príncipe Caspian, Andrew Adamson (2008)
- Italians, Giovanni Veronesi (2009)
- Questione di punti di vista, Jacques Rivette (2009)
- Tris di donne e abiti nuziali, Vincenzo Terracciano (2009)
- Alza la testa, Alessandro Angelini (2009)
- La bellezza del somaro, Sergio Castellitto (2010)
- Venuto al mondo, Sergio Castellitto (2012)
- Una famiglia perfetta, Paolo Genovese (2012)
- La buca,  Daniele Ciprì (2014)
- Piccoli crimini coniugali, dirigida por Alex Infascelli (2017)
- Fortunata, dirigida por Sergio Castellitto (2017)
- Il tuttofare, dirigida por Valerio Attanasio (2018)
- Ricchi di fantasia, dirigida por Francesco Miccichè (2018)
- Il padrino della mafia, dirigida por Daniel Grou (2020)
- Il talento del calabrone, dirigida por Giacomo Cimini (2020)
- Nour, dirigida por Maurizio Zaccaro (2020)
- Il cattivo poeta (en España El poeta y el espía), dirigida por Gianluca Jodice (2021)
- Il materiale emotivo (en España Una librería en París), dirigida por Sergio Castellitto (2021)
- Dante, dirigida por Pupi Avati (2022)
- Il più bel secolo della mia vita, dirigida por Alessandro Bardani (2023)
- Enea, dirigida por Pietro Castellitto (2024)
- Romeo è Giulietta, dirigida por Giovanni Veronesi (2024)
- Conclave, dirigida por Edward Berger (2024)

### Director de cine
- Libero Burro (1999)
- No te muevas (2004)
- La bellezza del somaro (2010)
- Venuto al mondo (2012)
- Nessuno si salva da solo (2015)
- Fortunata (2017)
- Il materiale emotivo, en España titulada Una librería en París (2021)

## Teatro

### Director teatral
- Manola, de Margaret Mazzantini (1996)
- Zorro, de Margaret Mazzantini (2002)

## Premios y distinciones
Festival Internacional de Cine de Venecia
| Año  | Categoría                                 | Película                   | Resultado |
| ---- | ----------------------------------------- | -------------------------- | --------- |
| 1995 | Premio Pasinetti - Mejor actor            | El hombre de las estrellas | Ganador   |
| 2006 | Premio Francesco Pasinetti al mejor actor | La estrella ausente        | Ganador   |